# Harpalus progrediens
Harpalus progrediens är en skalbaggsart som beskrevs av Erwin Schauberger 1922. Harpalus progrediens ingår i släktet Harpalus, och familjen jordlöpare. Arten har ej påträffats i Sverige.